# Tour de France 2012
Tour de France 2012 var den 99:e upplagan av cykeltävlingen Tour de France. Tävlingen startade den 30 juni i Liège och avslutades den 22 juli i Paris. Förutom Belgien och Frankrike passerade loppet Schweiz.
Sträckningen blev av misstag publicerad på Amaury Sport Organisations hemsida, åtta dagar innan den officiella presentationen, och inkluderade över 100 kilometer tempolopp och bara tre etapper som avslutades uppåt.
Cyklisterna körde för första gången i Tour de France-historia upp för Col du Grand Colombier, men har tidigare använts i Critérium du Dauphiné, Tour de l'Avenir och Tour de l'Ain.
Bradley Wiggins (Team Sky) vann Tour de France 2012 framför sin lagkamrat Chris Froome. De två blev de första cyklisterna någonsin från Storbritannien att sluta i topp tre. Två cyklister bar den gula ledartröjan under tävlingen. Fabian Cancellara vann prologen och bar ledartröjan till och med etapp 7. Italienaren Vincenzo Nibali slutade trea i Tour de France 2012.
I poängtävlingen vann slovaken Peter Sagan, som vann tre etapper under tävlingen. Fransmannen Thomas Voeckler segrade på två bergsetapper och vann bergspristävlingen, medan amerikanen Tejay van Garderen, som slutade femma i loppet, blev den bäst placerade cyklisten under 25 år. RadioShack-Nissan vann lagtävlingen och Chris Anker Sørensen tog hem priset som mest offensiva cyklist.

## Deltagande lag
Alla arton UCI ProTour-lag blir inbjudna och är förpliktigade att delta i loppet. Fyra pro-kontinentallag bjöds in i tävlingen.
| Ag2r-La Mondiale Cofidis † Lampre-ISD Orica-GreenEDGE Saur-Sojasun † Team Sky | Argos-Shimano † Euskaltel-Euskadi Liquigas-Cannondale Omega Pharma-Quick Step Team Europcar † Vacansoleil-DCM | Astana FDJ-Big Mat Lotto-Belisol Rabobank Team Katusha | BMC Racing Team Garmin-Sharp Movistar Team RadioShack-Nissan-Trek Team Saxo Bank-Tinkoff Bank |

(†) = inbjudet pro-kontinentallag

## Favoriter
Cadel Evans som hade vunnit Tour de France 2011 ville försöka vinna loppet igen. Tvåan i loppet 2011, Andy Schleck, deltog inte i Tour de France 2012 eftersom han skadad bäckenet i en krasch under Critérium du Dauphiné. Den tredje cyklisten som fortfarande var aktiv av de tidigare Tour de France-segrarna, Alberto Contador, var avstängd.
Andra cyklister som vunnit Grand Tours och startade Tour de France 2012 var: Denis Mensjov, Aleksandr Vinokurov, Alejandro Valverde, Vincenzo Nibali, Juan José Cobo, Ivan Basso, Michele Scarponi och Ryder Hesjedal.
En annan favorit till att vinna tävlingen var den brittiska cyklisten Bradley Wiggins. Tidigare under säsongen hade han vunnit etapploppen Paris-Nice, Romandiet runt och Critérium du Dauphiné.

## Etapper
| Etapp | Datum   | Start                     | Mål                          | Distans  | Typ        | Vinnare            |
| ----- | ------- | ------------------------- | ---------------------------- | -------- | ---------- | ------------------ |
| P     | 30 juni | Liège                     | Liège                        | 6,4 km   | Tempolopp  | Fabian Cancellara  |
| 1     | 1 juli  | Liège                     | Seraing                      | 198 km   | Platt      | Peter Sagan        |
| 2     | 2 juli  | Visé                      | Tournai                      | 207,5 km | Platt      | Mark Cavendish     |
| 3     | 3 juli  | Orchies                   | Boulogne-sur-Mer             | 197 km   | Kuperat    | Peter Sagan        |
| 4     | 4 juli  | Abbeville                 | Rouen                        | 214,5 km | Platt      | André Greipel      |
| 5     | 5 juli  | Rouen                     | Saint-Quentin                | 196,5 km | Platt      | André Greipel      |
| 6     | 6 juli  | Épernay                   | Metz                         | 207,5 km | Platt      | Peter Sagan        |
| 7     | 7 juli  | Tomblaine                 | La Planche des Belles Filles | 199 km   | Kuperat    | Chris Froome       |
| 8     | 8 juli  | Belfort                   | Porrentruy                   | 157,5 km | Kuperat    | Thibaut Pinot      |
| 9     | 9 juli  | Arc-et-Senans             | Besançon                     | 41,5 km  | Tempolopp  | Bradley Wiggins    |
|       | 10 juli | Vilodag                   | Vilodag                      | Vilodag  | Vilodag    | Vilodag            |
| 10    | 11 juli | Mâcon                     | Bellegarde-sur-Valserine     | 194,5 km | Bergsetapp | Thomas Voeckler    |
| 11    | 12 juli | Albertville               | La Toussuire/Les Sybelles    | 148 km   | Bergsetapp | Pierre Rolland     |
| 12    | 13 juli | Saint-Jean-de-Maurienne   | Annonay/Davézieux            | 226 km   | Kuperat    | David Millar       |
| 13    | 14 juli | Saint-Paul-Trois-Châteaux | Cap d'Agde                   | 217 km   | Platt      | André Greipel      |
| 14    | 15 juli | Limoux                    | Foix                         | 191 km   | Bergsetapp | Luis León Sánchez  |
| 15    | 16 juli | Samatan                   | Pau                          | 158,5 km | Platt      | Pierrick Fedrigo   |
|       | 17 juli | Vilodag                   | Vilodag                      | Vilodag  | Vilodag    | Vilodag            |
| 16    | 18 juli | Pau                       | Bagnères-de-Luchon           | 197 km   | Bergsetapp | Thomas Voeckler    |
| 17    | 19 juli | Bagnères-de-Luchon        | Peyragudes                   | 143,5 km | Bergsetapp | Alejandro Valverde |
| 18    | 20 juli | Blagnac                   | Brive-la-Gaillarde           | 222,5 km | Platt      | Mark Cavendish     |
| 19    | 21 juli | Bonneval                  | Chartres                     | 53,5 km  | Tempolopp  | Bradley Wiggins    |
| 20    | 22 juli | Rambouillet               | Paris (Champs-Élysées)       | 120 km   | Platt      | Mark Cavendish     |

## Tröjutveckling
| Etapp  | Vinnare            | Totaltävlingen Gula tröjan | Bergspristävlingen Rödprickiga tröjan | Poängtävlingen Gröna tröjan | Ungdomstävlingen Vita tröjan | Lagtävlingen           | Mest offensiva cyklist |
| ------ | ------------------ | -------------------------- | ------------------------------------- | --------------------------- | ---------------------------- | ---------------------- | ---------------------- |
| Prolog | Fabian Cancellara  | Fabian Cancellara          | inget pris                            | Fabian Cancellara           | Tejay van Garderen           | Team Sky               | inget pris             |
| 1      | Peter Sagan        | Fabian Cancellara          | Michael Mørkøv                        | Fabian Cancellara           | Tejay van Garderen           | Team Sky               | Nicolas Edet           |
| 2      | Mark Cavendish     | Fabian Cancellara          | Michael Mørkøv                        | Peter Sagan                 | Tejay van Garderen           | Team Sky               | Anthony Roux           |
| 3      | Peter Sagan        | Fabian Cancellara          | Michael Mørkøv                        | Peter Sagan                 | Tejay van Garderen           | Team Sky               | Michael Mørkøv         |
| 4      | André Greipel      | Fabian Cancellara          | Michael Mørkøv                        | Peter Sagan                 | Tejay van Garderen           | Team Sky               | Yukiya Arashiro        |
| 5      | André Greipel      | Fabian Cancellara          | Michael Mørkøv                        | Peter Sagan                 | Tejay van Garderen           | Team Sky               | Mathieu Ladagnous      |
| 6      | Peter Sagan        | Fabian Cancellara          | Michael Mørkøv                        | Peter Sagan                 | Tejay van Garderen           | Team Sky               | David Zabriskie        |
| 7      | Chris Froome       | Bradley Wiggins            | Chris Froome                          | Peter Sagan                 | Rein Taaramäe                | Team Sky               | Luis León Sánchez      |
| 8      | Thibaut Pinot      | Bradley Wiggins            | Fredrik Kessiakoff                    | Peter Sagan                 | Rein Taaramäe                | RadioShack-Nissan-Trek | Fredrik Kessiakoff     |
| 9      | Bradley Wiggins    | Bradley Wiggins            | Fredrik Kessiakoff                    | Peter Sagan                 | Tejay van Garderen           | RadioShack-Nissan-Trek | Inget pris             |
| 10     | Thomas Voeckler    | Bradley Wiggins            | Thomas Voeckler                       | Peter Sagan                 | Tejay van Garderen           | RadioShack-Nissan-Trek | Thomas Voeckler        |
| 11     | Pierre Rolland     | Bradley Wiggins            | Fredrik Kessiakoff                    | Peter Sagan                 | Tejay van Garderen           | RadioShack-Nissan-Trek | Pierre Rolland         |
| 12     | David Millar       | Bradley Wiggins            | Fredrik Kessiakoff                    | Peter Sagan                 | Tejay van Garderen           | RadioShack-Nissan-Trek | Robert Kišerlovski     |
| 13     | André Greipel      | Bradley Wiggins            | Fredrik Kessiakoff                    | Peter Sagan                 | Tejay van Garderen           | RadioShack-Nissan-Trek | Michael Mørkøv         |
| 14     | Luis León Sánchez  | Bradley Wiggins            | Fredrik Kessiakoff                    | Peter Sagan                 | Tejay van Garderen           | RadioShack-Nissan-Trek | Peter Sagan            |
| 15     | Pierrick Fédrigo   | Bradley Wiggins            | Fredrik Kessiakoff                    | Peter Sagan                 | Tejay van Garderen           | RadioShack-Nissan-Trek | Nicki Sørensen         |
| 16     | Thomas Voeckler    | Bradley Wiggins            | Thomas Voeckler                       | Peter Sagan                 | Tejay van Garderen           | RadioShack-Nissan-Trek | Thomas Voeckler        |
| 17     | Alejandro Valverde | Bradley Wiggins            | Thomas Voeckler                       | Peter Sagan                 | Tejay van Garderen           | RadioShack-Nissan-Trek | Alejandro Valverde     |
| 18     | Mark Cavendish     | Bradley Wiggins            | Thomas Voeckler                       | Peter Sagan                 | Tejay van Garderen           | RadioShack-Nissan-Trek | Aleksandr Vinokurov    |
| 19     | Bradley Wiggins    | Bradley Wiggins            | Thomas Voeckler                       | Peter Sagan                 | Tejay van Garderen           | RadioShack-Nissan-Trek | Inget pris             |
| 20     | Mark Cavendish     | Bradley Wiggins            | Thomas Voeckler                       | Peter Sagan                 | Tejay van Garderen           | RadioShack-Nissan-Trek | Inget pris             |
| Final  |                    | Bradley Wiggins            | Thomas Voeckler                       | Peter Sagan                 | Tejay van Garderen           | RadioShack-Nissan-Trek | Chris Anker Sørensen   |

Bärare av ledartröjorna när den ledande cyklisten i tävlingen även har burit en annan ledartröja
- Etapp 1, Bradley Wiggins bar den gröna poängtröjan.
- Etapp 2, Peter Sagan bar den gröna poängtröjan.